# Sevens Grand Prix Series 2011
El Sevens Grand Prix Series de 2011 fue la décima temporada del circuito de selecciones nacionales masculinas europeas de rugby 7.

## Calendario
| Torneo                  | Ciudad    | Fecha          | Campeón    |
| ----------------------- | --------- | -------------- | ---------- |
| Seven de Lyon 2011      | Lyon      | 18-19 de junio | Inglaterra |
| Seven de Moscú 2011     | Moscú     | 25-26 de junio | Inglaterra |
| Seven de Barcelona 2011 | Barcelona | 9-10 de julio  | Rusia      |
| Seven de Bucarest 2011  | Bucarest  | 16-17 de julio | Portugal   |

## Tabla de posiciones
| Pos | País         | FRA | RUS | ESP | RUM | Puntos |
| --- | ------------ | --- | --- | --- | --- | ------ |
| 1   | Portugal     | 14  | 16  | 15  | 18  | 63     |
| 2   | Inglaterra   | 18  | 18  | 14  | 12  | 62     |
| 3   | España       | 16  | 15  | 12  | 16  | 59     |
| 4   | Rusia        | 12  | 8   | 18  | 14  | 54     |
| 5   | Francia      | 15  | 12  | 8   | 15  | 50     |
| 6   | Georgia      | 8   | 14  | 3   | 10  | 35     |
| 7   | Italia       | 4   | 6   | 16  | 8   | 34     |
| 8   | Gales        | 10  | 10  | 4   | 6   | 30     |
| 9   | Ucrania      | 3   | 3   | 10  | 4   | 20     |
| 10  | Países Bajos | 6   | 1   | 6   | 2   | 15     |
| 11  | Rumania      | 2   | 4   | 2   | 3   | 11     |
| 12  | Moldavia     | 1   | 2   | 1   | 1   | 5      |

| Bandera de Portugal |
| Campeón Portugal    |
| Octavo título       |